# محمد ميعاري
محمد ميعاري (من مواليد 12 أبريل 1939)، من مؤسسي القائمة التقدمية للسلام عام 1984م، كان مدير جمعية أنصار السجين لمدّة سبع سنوات، شغل عضوية الكنيست الحادية عشرة والثانية عشرة عن هذه القائمة.

## حياته
ولد في قرية البروة قضاء عكا في 12 نيسان 1939م، والتي دمرت في حرب عام 1948 ترعرع في قرية المكر القريبة من مدينة عكا. التحق بمدرسة كفر ياسيف الثانوية وكان عضوا في حركة الشباب العربي الرائد. أكمل دراسته في كلية الحقوق في الجامعة العبرية في القدس وتم اعتماده كمحام مختص في تسوية الأراضي. كان نشطا خلال دراسته في لجنة الطلاب العرب. وكان أحد أبرز الوجوه في حركة القوميين العرب، وهو من مؤسسي حركة "الأرض" عام 1965م،  وهي إحدى المنظمات غير الشيوعية لدي فلسطينيي إسرائيل وهي الهيئة التي بادرت بما يسمى ب «يوم الأرض»، ومن أهم مرافعاته كمحامي كانت لبسام الشكعة وكريم خلف وفهد قواسمي ومحمد ملحم؛ وقد كانت السلطات الإسرائيلية قد اعتقلتهم ورحلتهم في بداية الثمانينيات، وقد أصبح أحد أهم القيادات في المجتمع الفلسطيني في إسرائيل.
أسس مع ماتيتياهو بيليد القائمة المشتركة للسلام وكانت ذات توجه عربي، موجهة نحو الجبهة الديمقراطية للسلام والمساواة، والتي تم تأسيسها من قبل الحزب الشيوعي عام 1977. وانتخب عضوا في الكنيست عام 1984 وعام 1988، وفشل في انتخابات عام 1992 بسبب المنافسة القوية مع الحزب الشيوعي في الحصول على أصوات المجتمع العربي الفلسطيني في إسرائيل.
وبسبب مشاركته في عام 1985 في الجمعية التذكارية لفهد قواسمي، القيادي في منظمة التحرير الفلسطينية، والذي تم تحديدها في ذلك الوقت باعتبارها منظمه معادية، قدم ميخائيل ايتان طلبا إلى لجنة مجلس النواب، والذي ألغى الحصانة عن محمد ميعاري. ميعاري قدم التماسا إلى محكمة العدل العليا، وتم إلغاء هذا القرار من قبل السلطة التشريعية مع التوضيح أنه كان بمثابة عقوبة وليست لغرض إجراءات جنائية. وكذلك ألغيت مقترحات أخرى لرفع الحصانة البرلمانية عنه.